# Барченко-Емельянов, Иван Павлович
Ива́н Па́влович Ба́рченко-Емелья́нов (4 января 1915, Выбут, Новгородская губерния — 16 января 1984, Ленинград) — советский офицер, военный моряк, участник Великой Отечественной войны, Герой Советского Союза (5.11.1944).

## Биография
Родился 4 января 1915 года в деревне Выбут в семье крестьянина. Русский.
В 1930 году окончил школу-семилетку в Торбино. С 1930 по 1933 год учился сначала в Парфинском, затем в Ораниенбаумском лесных техникумах. Работал бухгалтером-ревизором и техником по транспорту на лесозаготовках Торбинского леспромхоза (Окуловский район Новгородской области).
С августа 1939 года служил на срочной службе в бригаде морской пехоты Балтийского флота Военно-Морского Флота. Осенью 1940 года уволен в запас и трудился на одном из лесохозяйственных предприятий в городе Кексгольм (ныне), где его и застало известие о начале Великой Отечественной войны.

### В годы Великой Отечественной войны
В первые дни войны был повторно призван на службу в ВМФ, направлен на Северный флот и зачислен в Мурманский флотский экипаж. С июля 1941 года учился в школе младших командиров, причём во время учёбы состоял также членом расчёта станкового пулемёта «Максим», являвшегося единственным средством ПВО в школе. Сразу после окончания школы как лучший выпускник был зачислен курсантом на курсы младших лейтенантов Северного флота, которые окончил в начале ноября 1941 года в городе Полярном Мурманской области.
С 4 ноября 1941 года командовал стрелковым взводом 4-го батальона 12-й особой бригады морской пехоты Северного флота, с 28 ноября — уже разведывательной ротой. С 1942 года — помощник начальника штаба батальона 1-го сводного полка 12-й морской стрелковой бригады Северного флота. Член ВКП(б)/КПСС с 1942 года. С апреля 1943 года — командир разведывательного отряда Северного оборонительного района на полуостровах Средний и Рыбачий. Участник обороны Заполярья, десанте в губе Большая Западная Лица в апреле-мае 1942 года, десанта на мыс Пикшуев в 1942 году, выполнил не менее 25 рейдов и высадок в тыл противника.
Отличился в ходе Петсамо-Киркенесской операции при прорыве десанта в порт Лиинахамари (Мурманская область). Командиру разведывательного отряда Северного оборонительного района Северного флота капитану И. П. Барченко-Емельянову была поставлена задача захватить батарею и опорный пункт противника на мысе Крестовый, чтобы обеспечить десантную операцию в порту Лиинахамари. В ночь на 10 октября 1944 года отряд высадился на берег губы Малая Волоковая Мурманской области, занятый противником. После 30-километрового рейда по тундре руководимый им отряд в ночь с 11 на 12 октября 1944 года атаковал немецкие позиции на мысе Крестовый и выполнил поставленную задачу, несмотря на численный перевес гарнизона и подкрепления противника. В суточном бою немецкий гарнизон был сначала заблокирован, а на исходе 12 октября капитулировал (в плен сдались уцелевшие 63 немецких солдата и офицера, по мемуарам И. П. Барченко-Емельянов — 79 пленных), батарея на Крестовом не сделала ни одного выстрела по прорывающимся в гавань Лиинахамари советским катерам с десантом на борту. Более того, сразу после этого боя отряд Барченко-Емельянова катерами был переправлен через бухту и вступил в бой непосредственно в Лиинахамари, где участвовал в его освобождении. В этой операции из 195 бойцов разведотряд потерял 53 убитыми и ранеными.
Указом Президиума Верховного Совета СССР от 5 ноября 1944 года «за образцовое выполнение боевых заданий командования на фронте борьбы с немецко-фашистскими захватчиками и проявленные при этом отвагу и геройство» И. П. Барченко-Емельянову присвоено звание Героя Советского Союза, с вручением ордена Ленина и медали «Золотая Звезда» (№ 5267).
После завершения боевых действий в Заполярье в конце 1944 года, капитан И. П. Барченко-Емельянов был переведён на должность офицера связи в оперативный отдел штаба Днепровской военной флотилии, в составе которой участвовал в боевых действиях на Одере и других реках Польши и Германии, в том числе в Берлинской наступательной операции.

### В послевоенные годы
После войны капитан И. П. Барченко-Емельянов продолжал службу в ВМФ СССР. С 1945 года служил на Балтийском флоте, затем в 1949—1953 годах — командир роты курсантов химического факультета Военного инженерно-технического университета в Ленинграде. С июня 1961 года полковник И. П. Барченко-Емельянов в запасе, а затем в отставке.
Жил в Ленинграде. С 1961 года преподавал в Ленинградском высшем военно-морском училище, с 1963 года работал в научно-производственной организации.
Умер 16 января 1984 года в Ленинграде (ныне Санкт-Петербург). Похоронен на кладбище Памяти жертв 9-го января.

## Награды и звания
- медаль «Золотая Звезда» № 5267 Героя Советского Союза (5 ноября 1944)
- орден Ленина (5 ноября 1944)
- орден Отечественной войны II степени (10.09.1944)
- два ордена Красной Звезды (20.02.1942, 30.12.1956)
- медаль «За боевые заслуги» (15.11.1950)
- медаль «За оборону Советского Заполярья»
- медаль «За взятие Берлина»
- ряд других медалей СССР

## Сочинения
- Фронтовые будни Рыбачьего. — Мурманск: Мурманское книжное издательство, 1984. — 163 с.

## Память
Имя И. П. Барченко-Емельянова носила пионерская дружина одной из школ Мурманской области.